# Gilberto Fitz Richard, II barone di Clare
Gilberto fitz Richard di Clare, secondo barone feudale di Clare, detto Gilberto di Tonbridge (Clare, 1066 circa – 1117 circa), è stato un nobile normanno ed un potente barone feudale a cui fu concessa la signoria di Cardigan, nel Galles.

## Biografia
Gilberto è nato prima del 1066 ed era il secondo figlio ed erede di Gilberto Fitz Richard di Clare e Rohese Giffard. Successe ai possedimenti del padre in Inghilterra nel 1088, quando quest'ultimo si ritirò in monastero; suo fratello, Ruggiero Fitz Richard, ereditò le terre del padre in Normandia. In quello stesso anno, insieme al fratello Ruggiero, fortificò il suo castello di Tonbridge per resistere alle forze di Guglielmo il Rosso. Ma il castello venne preso d'assalto, Gilberto fu ferito e fatto prigioniero. Malgrado ciò, lui e suo fratello erano presenti nel seguito di re Guglielmo il Rosso quando questi morì nell'agosto del 1100. L'anno successivo, Gilberto era alla corte natalizia di Enrico I, a Westminster.
Gli storici moderni hanno lasciato intendere che Gilberto avesse preso parte ad una cospirazione baronale che ha ricoperto un ruolo nella morte sospetta di Guglielmo II. Lo storico britannico Frank Barlow ha purtuttavia sottolineato che vi è nessuna prova che egli abbia avuto qualche ruolo nella morte del re o che sia esistita una cospirazione.
Nel 1110, re Enrico I prese Cardigan, strappandola a Owain ap Cadwgan, figlio di Cadwgan ap Bleddyn, per costigarlo per una serie di crimini che aveva commesso, tra cui quello del rapimento di Nest, moglie di Geraldo di Windsor. Enrico diede la signoria di Cardigan, incluso il castello di Cardigan a Gilberto Fitz Richard. 
In seguito, Gilberto di Clare fondò il priorato cluniacense a Stoke-by-Clare, nel Suffolk.
Gilberto morì nel 1117 o pochi anni prima.

## Famiglia
Intorno al 1088, Gilberto di Clare sposò Adeliza (o Alice) di Clermont, figlia di Ugo conte di Clermont e di Margherita de Ramerupt. Il matrimonio generò almeno otto figli:
- Riccardo Fitz Gilbert di Clare, morto nel 1136[10]
- Gilbert Fitz Gilbert di Clare,  morto nel 1148, I conte di Pembroke[10]
- Baldoino Fitz Gilbert di Clare, morto nel 1154 e sposo di Adeline de Rollos[11]
- Adelize/Alice di Clare, morta nel 1163 e sposa di Aubrey II de Vere (ca. 1105), figlio di Aubrey I de Vere e Beatrice[12]. Ebbe 9 figli e durante la sua vedovanza lavorò come corrodiana presso il priorato di St Osyth, a Chich, nell'Essex.
- Hervey di Clare, signore di Montmorency[13]
- Walter di Clare, morto nel 1149[14]
- Margaret di Clare, morta nel 1185, sposata nel 1108 ca. con sir William di Montfitchet, signore di Stansted Mountfitchet[15]
- Rohese di Clare, morta nel 1149, sposata nel 1130 circa con Baderon di Monmouth[16]